# Festival international de musique de Besançon Franche-Comté
Le Festival international de musique de Besançon Franche-Comté est un des plus anciens festivals de musique classique de France et un des plus renommés grâce à son Concours international de jeunes chefs d'orchestre qui a lieu tous les deux ans et qui a notamment couronné le célèbre chef d'orchestre japonais Seiji Ozawa à l'âge de 24 ans. Il est administré par une association actuellement présidée par Myriam Grandmottet (élue en 2018), et dirigé depuis 2012 par Jean-Michel Mathé. 

## Historique
Le Festival a été créé à Besançon en 1948 par le chef d'orchestre des Concerts Colonne Gaston Poulet, nommé Directeur Artistique du Festival, et deux responsables bisontins André Falque et André Lehmann, nommés respectivement Président et Secrétaire Général. Depuis, le Festival a lieu tous les ans au mois de septembre. Ouvert aux récitals et à la musique de chambre, c’est toutefois le répertoire symphonique qui a le plus marqué son histoire, avec les plus grands noms de la direction : André Cluytens, Carl Schuricht, Wilhelm Furtwängler, Igor Markevitch, Rafael Kubelík, Georges Prêtre, Lorin Maazel, Charles Dutoit, etc.
Le festival de Besançon est un des plus importants festivals symphoniques en France, avec le festival de musique de La Chaise-Dieu et le festival de musique de Saint-Denis.

## Lieux de concerts
Le festival, qui se déroulait à l'origine uniquement dans la ville de Besançon, s'est lancé à la conquête de toute la Franche-Comté. Outre les concerts donnés à Besançon (sur la Place de la Révolution, au Kursaal, ou encore Théâtre Musical, etc.), de nombreuses représentations sont données chaque année dans les villes de Franche-Comté.
Aussi bien dans des salles de concerts classiques que dans des lieux insolites (Églises, châteaux, demeures traditionnelles comtoises), les artistes ont pu se produire à Belfort (Territoire de Belfort), Morteau, Pontarlier, Vesoul, Gray (Haute-Saône), Arlay, Syam, Montigny-lès-Arsures (Jura) ou encore Baume-les-Dames et Baume-les-Messieurs.

## Le Concours international de jeunes chefs d'orchestre
Le Concours international de jeunes chefs d'orchestre de Besançon a été fondé en 1951 à l'initiative du compositeur, musicographe et critique musical Emile Vuillermoz : annuel jusqu'en 1992, il se déroule désormais tous les deux ans. C'est devenu un des concours majeurs de la discipline : de grands noms tels Jean Périsson (1952), Gerd Albrecht (1957), Seiji Ozawa (1959), Michel Fusté-Lambezat (1960), Michel Plasson (1962), Zdeněk Mácal (1965), Jesús López Cobos et Philippe Bender (1968), Sylvain Cambreling (1974), Yoel Levi (1978), Osmo Vänskä (1982), Wolfgang Doerner (1984), Yutaka Sado (1989) ou Lionel Bringuier (2005) y ont lancé leur carrière internationale.

## Compositeurs en résidence
Afin d'encourager la création artistique contemporaine et d'en faciliter l'accès au plus grand nombre, le Festival de Musique de Besançon a mis en place depuis 2004 une résidence de compositeur. Cette résidence permet au compositeur, tout au long de l'année, de présenter son travail, d'échanger, et de partager sa réflexion avec le public, lors des concerts-rencontres, ainsi qu'avec les musiciens en herbe au cours d'atelier musicaux.
- 2004-2005 : Philippe Fénelon (France)
- 2006-2008 : Bruno Mantovani (France)
- 2009 : Édith Canat de Chizy (France)
- 2010-2011 : Michael Jarrell (Suisse)
- 2012-2013 : Misato Mochizuki (France/Japon)
- 2014-2015 : Guillaume Connesson (France)
- 2016-2017 : Philippe Hersant (France)
- 2018-2019 : Éric Tanguy (France)
- 2020-2021 : Camille Pepin (France)
- 2022-2024 : Alexandros Markeas[4] (France/Grèce)
- 2024-2026 : Régis Campo (France)

## Artistes associés
Depuis 2008, le Festival international de musique de Besançon Franche-Comté est associé, pour chaque session, à un chef d'orchestre de renommée internationale qui préside notamment le jury du Concours de jeunes chefs d'orchestre. Pour l'ouverture de ce partenariat, le choix s'est porté vers Zdeněk Mácal, lauréat 1965 du Concours international de jeunes chefs d'orchestre et ami du Festival.
- 2008-2009 : Zdeněk Mácal (République Tchèque)
- 2010-2011 : Sir Andrew Davis (Grande-Bretagne)
- 2012-2013 : Gerd Albrecht (Allemagne)
- 2014-2015 : Dennis Russell Davies (USA)
- 2016-2017 : Leonard Slatkin (USA)
- 2018-2019 : Yan Pascal Tortelier (France)
- 2020-2021 : Paul Daniel (Grande Bretagne)
- 2022-2023 : Yukata Sado (Japon)

## Pour approfondir